# Concilio de Clermont (535)

Diócesis asistentes a los concilios de Orleans (533) y Clermont (535).

En la localidad hoy conocida como Clermont-Ferrand, (capital de la región de Auvernia y del departamento del Puy-de-Dôme, al centro sur de Francia, en el corazón del Macizo Central), (entonces conocida como  Arvernis o Avernum), a partir del 8 de noviembre del año 535, quince  prelados del reino de Austrasia (parte nororiental del Reino Franco durante el periodo de los reyes merovingios), asistieron bajo la presidencia de Honorato, obispo de Bourges, a un sínodo o concilio plenario, o nacional (de menor rango que los llamados  Concilios ecuménicos), conocido como Primer Concilio de Clermont.
Entre los asistentes se encontraba el propio Obispo de Clermont, quien llegaría a ser canonizado como San Gallus o San Gall.
Se elaboraron diecisiete cánones, de los que dieciséis se incluyen en el Decreto de Graciano (Decretum Gratiani o Concordia discordantium canonum, también conocido en español como "Concordancia de las Discordancias de los Cánones", "Armonía de los Cánones Discordantes" o "Concordia de los Cánones Discordantes"); que sería recopilado en el siglo XII por el jurista  Graciano, y se han convertido en parte del cuerpo del Derecho canónico de la Iglesia católica, el Corpus Iuris Canonici.
El concilio se pronunció en contra de los matrimonios de cristianos y judíos, los matrimonios entre familiares  así como contra las malas costumbres de los clérigos.